# Psycho (canção de Muse)
"Psycho" é uma canção da banda britânica de rock Muse, que esta no seu sétimo álbum intitulado Drones. Foi liberado pela primeira vez em 12 de março de 2015 como o primeiro single promocional do disco. Mais tarde ele foi lançado como um b-side da música "Dead Inside".

## Composição
O riff principal da canção já era apresentado há anos nos shows ao vivo da banda, mais notavelmente na canção "Stockholm Syndrome", conforme pode ser visto no dvd HAARP. Ao responder a um fã no twitter Twitter, o guitarrista e vocalista do grupo, Matthew Bellamy, referiu-se às letras explícitas da música como "ofensivas demais para os rádios".

## Lançamento
Em 28 de fevereiro de 2015, Matthew Bellamy anunciou, no seu twitter, que a canção seria liberado oficialmente, acompanhada de um artigo falando sobre lavagem cerebral, confirmando a narrativa que o álbum teria como um todo. A 11 de março, "Psycho" foi lançado para que fez a pré-compra do disco. No mesmo dia, um vídeo com a letra da música foi lançado na conta da banda no site YouTube.

## Recepção da crítica
A canção dividiu algumas opiniões, mas no geral foi bem recebida. Na sua resenha, a revista NME descreveu a música como "de volta ao básico". A revista elogiou a 'franqueza' da canção. Foi comentado que, após a gravação do The 2nd Law, a banda queria "voltar as origens" com Drones e a NME disse que eles conseguiram isso.  Eles afirmaram: "pela primeira vez em 11 anos, esta faixa parace que foi feita por três homens numa sala, arrebentando seus instrumentos, escrevendo o som mais eviscerado que eles conseguem fazer, ao contrário dos últimos álbuns. Foi-se embora a grandeza ficção-científica transcendental que nos acostumamos a ouvir do trio. No seu lugar, está algo mais humano e baseado em realidade. [...] Muse reapareceu como um provocador, mais direto e cheio de fúria do que nos seus trabalhos anteriores".
O vocal de Bellamy também foi elogiado pela NME, onde afirmaram que era "uma malevolência ... algo não visto antes". Se referindo a letra da canção foi dito: "a raiva é mais direta do que nunca. Sem alegorias de lagartos do espaço. Nada de filosofar sobre a era espacial ou ecos profundos de aviso ... No seu lugar temos uma explosão cheia de palavrões, sem enrolações, sobre a natureza da sociedade moderna". Especulando sobre a letra da faixa e a vida pessoal de Bellamy, a resenha sugere que "o rosnado que ele faz na letra, como na parte 'amor, ele te levará a lugar nenhum', sem dúvida fará alguns fãs questionarem se é sobre o termino do seu relacionamento com Kate Hudson, o que pode ter impactado sua psique durante o processo de criação do álbum".

## Tabelas musicais
| Paradas (2015)                            | Melhor posição |
| ----------------------------------------- | -------------- |
| Alemanha (Media Control Charts)           | 96             |
| Austrália (ARIA Charts)                   | 44             |
| Áustria (Ö3 Austria Top 40)               | 56             |
| Bélgica (Ultratop 50 Flandres)            | 10             |
| Bélgica (Ultratop 40 Valônia)             | 38             |
| Espanha (PROMUSICAE)                      | 25             |
| Finlândia (Billboard)                     | 10             |
| França (SNEP)                             | 13             |
| Países Baixos (Single Top 100)            | 58             |
| Suíça (Schweizer Hitparade)               | 13             |
| México (Billboard Airplay)                | 20             |
| Escócia (Official Charts Company)         | 33             |
| Reino Unido (UK Singles Chart)            | 55             |
| Estados Unidos (Billboard Hot Rock Songs) | 18             |